# Wolffia globosa
Wolffia globosa är en kallaväxtart som först beskrevs av William Roxburgh, och fick sitt nu gällande namn av Cornelis den Hartog och Plas. Wolffia globosa ingår i släktet Wolffia och familjen kallaväxter. Inga underarter finns listade.